# Bell Media
Bell Media Inc. (francés: Bell Média inc.) es un conglomerado de medios canadiense subsidiaria de BCE Inc. (también conocida como Bell Canada Enterprises, propietaria de la empresa de telecomunicaciones Bell Canada). Sus operaciones incluyen radiodifusión de televisión y producción (incluidas las CTV y CTV 2 redes de televisión), radiodifusión (a través de iHeartRadio Canada),  medios digitales (incluido Crave) y Internet propiedades (incluido Sympatico).
Bell Media es el sucesor en interés de Baton Broadcasting (más tarde CTV Inc.), una de las primeras emisoras de televisión del sector privado de Canadá.  Aunque la empresa fue fundada en 1960 como Telegram Corporation, la empresa actual tiene sus orígenes en el establecimiento de Bell Globemedia Inc. en 2001 por BCE y la familia Thomson, combinando CTV Inc. (que BCE había adquirido en 2000) y las operaciones del periódico de la familia Thomson, "The Globe and Mail".  BCE vendió la mayor parte de su participación en 2006 (después de lo cual la compañía pasó a llamarse CTVglobemedia Inc. en 2007), pero en 2011, BCE adquirió toda la compañía (excluyendo The Globe and Mail) y  cambió el nombre a Bell Media Inc.

## Historia anterior a 2011

### Transmisión de batuta
Para todos los propósitos prácticos, Bell Media es el sucesor de Baton Broadcasting Incorporated, que a fines de la década de 1990 se había convertido en una de las emisoras más grandes de Canadá.
Formada en 1960 como Baton Aldred Rogers Broadcasting Ltd., la compañía se creó originalmente para establecer la primera estación de televisión privada de Toronto, CFTO-TV. El nombre de esta empresa deriva de sus inversores iniciales, incluidas las familias Bassett y Eaton (Baton) y Aldred-Rogers Broadcasting (propiedad del locutor Joel Aldred y Ted Rogers);  Foster Hewitt también fue un inversor inicial, pero en un papel mucho menor. Aldred vendió sus acciones en 1961, seguido de Rogers en 1970, aliviando así sus nombres del título de la empresa. Con las familias Bassett y Eaton firmemente en control, la empresa se hizo pública a principios de la década de 1970.
CFTO era una de las filiales de CTV cuando esa red se formó en 1961, convirtiéndose en el buque insignia de la red. En 1966, Baton se convirtió en copropietario de la red cuando se reorganizó como una cooperativa propiedad de la estación. La Junta de Gobernadores de Radiodifusión se mostró inicialmente escéptica sobre la propuesta de convertir a CTV en una cooperativa. Dado que CFTO era, con mucho, la estación más grande y rica de la red, BBG temía que Baton se aprovechara de esto para dominar la red. Sin embargo, aprobó el acuerdo después de que Baton y los otros propietarios incluyeron una disposición en los estatutos de la cooperativa que estipulaba que los ocho propietarios de estaciones tendrían cada uno un voto único independientemente de la participación de la audiencia.  Además, si un propietario alguna vez comprara otra estación, las acciones de la estación adquirida se redistribuirían entre los propietarios restantes para que cada propietario todavía tuviera un voto de cada ocho.
En 1972, Baton comenzó a comprar otras filiales de CTV, comenzando con CFQC-TV en Saskatoon. Sin embargo, esto no le dio a Baton una inversión sustancialmente mayor en CTV, ya que sus acciones se redistribuyeron entre los otros propietarios. Como resultado, Baton todavía tenía solo un voto de cada ocho.
En 1987, Baton comenzó un esfuerzo concertado para hacerse cargo de CTV. Comenzó esta campaña con una expansión adicional en Saskatchewan, comprando CKCK-TV en Regina, Yorkton twinstick CKOS-TV / CICC-TV y afiliada de CBC CKBI-TV Prince Albert. Pronto se lanzó una filial de Twinstick CTV en Prince Albert, CIPA-TV.
A fines de la década de 1980, Baton solicitó una estación de alta potencia en Ottawa en el canal 60. La licencia fue aprobada por la Comisión Canadiense de Radio, Televisión y Telecomunicaciones (CRTC), apelada al gabinete federal por emisoras rivales, y finalmente enviado de vuelta a la CRTC para su revisión. Sin embargo, la licencia se entregó cuando Baton pudo adquirir la filial local de CTV, CJOH-TV, de Standard Broadcasting de Allan Slaight.
En 1990, Baton compró el sistema MCTV de twinstick operaciones en Pembroke, North Bay, Sudbury, Timmins, y el Huron Broadcasting en Sault Ste. Marie. En 1993, Baton compró CFPL-TV en London, CKNX-TV en Wingham y recibió una licencia para  nueva estación independiente, CHWI-TV, en Windsor.
En 1991, la compañía lanzó Ontario Network Television, una afiliación secundaria llevada por Baton CTV y estaciones independientes s en Ontario. Esto se expandió en 1994 en el Baton Broadcast System (BBS), que incluía las estaciones de Baton en Saskatchewan. BBS estaba destinado a ser una copia de seguridad en caso de que las adquisiciones en curso de Baton no se tradujeran en el control de la propia CTV. Un año antes, CTV se había reestructurado recientemente en una corporación, y cada propietario tenía una participación del 14,3% en la red. Sin embargo, cualquier adquisición "futura" por parte de Baton vendría con todas las acciones de CTV de esa filial. Fue por esta época cuando el exejecutivo de CBC Ivan Fecan se unió a la empresa.

### Alianza Baton-Electrohome (1996-2000)
En 1996, la CRTC aprobó dos acuerdos importantes relacionados con Baton. Primero fue la adquisición de CFCN-TV en Calgary de Rogers Communications, que recientemente había comprado Maclean Hunter. En segundo lugar, Baton y Electrohome - propietario de CKCO-TV en Kitchener y CFRN-TV en Edmonton —Formaron una alianza, en virtud de la cual las empresas compartirían la propiedad de CFCN; Las estaciones de Baton en Saskatchewan y sus estaciones independientes en el suroeste de Ontario; y CKCO de Electrohome. Los acuerdos duplicaron la participación de Baton en CTV al 28,6%. Sin embargo, como parte del acuerdo, Baton tomó el control del voto de CTV de Electrohome, lo que le permitió controlar el 42,9% de las acciones de CTV.
En enero de 1997, la propuesta de Baton-Electrohome "Televisión de Vancouver" surgió como la elección de la CRTC para la nueva estación independiente en Vancouver, superando a otros cuatro competidores. La nueva estación, CIVT-TV, competiría directamente con las dos filiales de CTV de Western International Communications en el mercado cuando se lanzara ese otoño.
El 25 de febrero de 1997, la alianza Baton-Electrohome y CHUM Limited anunciaron que se intercambiarían varias estaciones entre ellos. Baton-Electrohome adquiriría el Atlantic Television System (ATV) de CHUM, que consta de cuatro filiales de CTV en Maritimes, Atlantic Satellite Network (ASN) y un 14,3% más en CTV. CHUM recibiría las estaciones independientes de Baton en el suroeste de Ontario, así como CHRO-TV en Pembroke, que recientemente se había desafiliado de CTV. La alianza Baton-Electrohome ahora tenía el 57,2% de CTV.
Poco después, Electrohome anunció que vendería sus activos de transmisión —incluyendo CFRN, su participación en la alianza y sus acciones de CTV— a Baton a cambio de efectivo y acciones de Baton.  Estos dos acuerdos fueron aprobados por la CRTC en agosto. Baton ahora tenía una participación mayoritaria en CTV, lo que desencadenó una opción de venta que permitió a los otros propietarios vender sus participaciones en la red sin dejar de mantener sus estaciones. En consecuencia, Baton adquirió las acciones restantes de CTV de WIC y Moffat Communications (Newfoundland Broadcasting, propietario de CJON-TV, había renunciado efectivamente a su voto cuando CTV se convirtió en una corporación) ese otoño.
El sistema de televisión BBS se fusionó con CTV, y la propia empresa pasó a llamarse CTV Inc. el año siguiente. Eatons' acciones restantes, que representan el 41% de Baton (estimado en CA $ 450 millones), se vendieron al público en general a principios de 1998. A finales de 2001, casi todas las estaciones de televisión se consolidaron bajo la propiedad de la red (incluido un reemplazo).

### Comunicaciones de NetStar (1999–2000)
NetStar Communications Inc. (anteriormente Labatt Communications Inc., y actualmente CTV Specialty Television Inc.) fue formada por Labatt Brewing Company para  poseer los activos de transmisión de esa empresa, que incluían TSN, RDS, Viewers Choice y Discovery Channel. En 1995, cuando la empresa matriz se vendió al conglomerado cervecero extranjero Interbrew, un consorcio de cuatro inversores canadienses - Stephen Bronfman (22,5%), la Caisse (22,5%), Reitmans (16,5%) y la alta dirección (6,5%), junto con ESPN (32%), se hicieron cargo de la empresa.
Después de un intento de adquisición por parte de CanWest Global que fue vetado por ESPN, CTV anunció una oferta amistosa para hacerse cargo de NetStar Communications a principios de 1999, con la aprobación de CRTC el 24 de marzo de 2000. Después de adquirir Netstar, CRTC requirió que CTV desinvirtiera  de TSN de Netstar o de su propio Sportsnet; eligieron vender este último a Rogers.

### Bell Globemedia (2000-06)
A principios de la década de 2000, Bell Canada Enterprises (BCE) adquirió CTV Inc. (incluidos los activos de NetStar) y compró The Globe and Mail, uniendo los dos en una nueva empresa de medios, Bell Globemedia Inc (BGM).
Esta empresa fue ideada por el ex director ejecutivo de Bell Canada Jean Monty, en gran parte como respuesta a la compra de Canwest de la cadena de periódicos Southam, así como de la  tendencia de convergencia de medios, en particular la fusión AOL-Time Warner.  Monty creía eso, para sobrevivir en un panorama tecnológico cambiante, y en particular para impulsar las suscripciones al proveedor de televisión por satélite Bell ExpressVu y proveedor de servicios de Internet Bell Sympatico, BCE tenía que tener control sobre el contenido.
La transacción se estructuró de la siguiente manera. En 2000, BCE adquirió CTV Inc. en una transacción en efectivo valorada en CA $ 2,3 mil millones. Poco después, Monty acordó que Thomson Corporation transfiriera el control de "The Globe and Mail", el periódico nacional con sede en Toronto, a BCE a cambio de una participación significativa (20%) en el entidad CTV / Globe fusionada. La sociedad de cartera de la familia Thomson (The Woodbridge Company Limited) invirtió en la empresa directamente para obtener un interés adicional del 9,9%, y luego compró la participación de Thomson Corporation.
La empresa resultante (Bell Globemedia) consistió en CTV, The Globe and Mail, y el portal Internet entonces conocido como Sympatico - Lycos (Lycos fue reemplazado más tarde por MSN). Fecan fue nombrado presidente y director ejecutivo de la firma combinada (cargo que ocupó durante la era de BGM / CTVglobemedia).  Después de que Monty renunció y fue reemplazado por Michael Sabia en 2002, quedó claro que la visión de Monty no estaba produciendo nada cercano a los resultados deseados, a pesar de los buenos resultados para las unidades individuales, particularmente la red CTV.
Los años siguientes proporcionaron algunos cambios cosméticos en los activos de BGM. En 2001, CTV adquirió CKY-TV en Winnipeg y CFCF-TV en Montreal, y trasladó la afiliación de CTV en Columbia Británica a CIVT, reemplazando dos  afiliados que habían sido comprados por Canwest.  Ese otoño también trajo el lanzamiento de los primeros canales especializados digitales, incluidos varios propiedad de CTV.
La empresa adquirió la propiedad parcial de TQS en 2002, el portal Sympatico se vendió de nuevo a Bell Canada, mientras que una inversión adicional de los Thomson (cuya propiedad aumentó al 31,5%) financió la adquisición del 15% de Maple Leaf Sports & Entertainment. Sin embargo, a partir de 2003, la gerencia de BCE comenzó a referirse a BGM como un activo no esencial; como resultado, se prestó mucha atención a la probable venta de la empresa y, potencialmente, a una ruptura en varias partes diferentes.

### Reorganización y fusión de CHUM Limited (2006-2011)
El 2 de diciembre de 2005, Bell Canada Enterprises (BCE) anunció que vendería una participación del 8,5% a The Woodbridge Company Limited (aumentando su propiedad total al 40%), un interés del 20% para Torstar y un interés del 20% para el Ontario Teachers 'Pension Plan. BCE retuvo el 20% del grupo, una condición que aseguraba que Bell Satellite TV, Sympatico y otras unidades de Bell continuaran teniendo acceso al contenido de Bell Globemedia (BGM). La transacción se cerró el 30 de agosto de 2006.
Este acuerdo puso fin a los rumores sobre una posible ruptura de la empresa.  Sin embargo, la participación de Torstar generó preocupaciones adicionales de concentración de los medios, principalmente de los sindicatos de los medios.  Torstar insistió en que estaba comprometido a mantener la independencia editorial del  Globe  y la suya propia  Toronto Star , y finalmente no hubo obstáculos regulatorios importantes debido a esto.
- Wikinoticias tiene noticias relacionadas con Bell Media. El 12 de julio de 2006, BGM anunció una oferta amistosa para hacerse cargo de CHUM Limited por un valor estimado de $ 1.7 mil millones. La adquisición traería el sistema de transmisión secundario (Citytv), otras estaciones incluyendo CablePulse24, MuchMusic, ¡Estrella!, ¡Bravo! Y Space, y todas las estaciones de radio de CHUM, en el grupo BGM. BGM anunció originalmente que las estaciones A-Channel de CHUM, Access, CKX-TV, MusiquePlus, MusiMax, Canadian Learning Television, SexTV: The Channel y el propio OLN de BGM no se conservarán.

El 7 de septiembre de 2006, para pagar la adquisición de CHUM, BGM vendió acciones adicionales a sus accionistas existentes. BCE no participó en el refinanciamiento;  el efecto neto fue un aumento en la propiedad de los Docentes al 25%, mientras que la participación del BCE se redujo al 15%.

#### CTVglobemedia (2007–11)

El logotipo de CTVglobemedia

El 1 de enero de 2007, como resultado de la reducción de la propiedad de BCE en la empresa, Bell Globemedia pasó a llamarse CTVglobemedia Inc.
En abril de ese año, Rogers Communications anunció un acuerdo tentativo para comprar A-Channel, CKX-TV, Access Alberta, Canadian Learning Television y SexTV: The Channel de CTVglobemedia, si se aprobó la compra de CHUM.  Astral Media hizo un trato similar por la participación del 50% de CHUM en MusiMax y MusiquePlus.
Ese junio, la CRTC aprobó la adquisición de CHUM, con la condición de que CTV vendiera las estaciones de Citytv, debido a que las estaciones de la red CTV estación de propiedad y operación que sirven a las mismas ciudades.  CTV finalmente decidió mantener las estaciones de A-Channel junto con el resto de los activos de CHUM que había dicho anteriormente que vendería, a excepción de MusiquePlus / MusiMax.  Rogers Communications fue anunciado como el comprador de las estaciones de Citytv el 11 de junio de 2007, y la adquisición de CHUM finalizó el 22 de junio.
Posteriormente, CTVglobemedia vendió sus participaciones en varios canales secundarios.  Rogers compró varios de estos activos, incluida la participación del 33% de CTV en OLN a finales de 2007, así como las estaciones de radio CHST-FM en London, Ontario y CHBN-FM en Edmonton, Alberta en 2010. Corus Entertainment adquiriría Canadian Learning Television, SexTV: The Channel y Drive-In Classics por un total combinado de $ 113 millones. TQS entró en protección por quiebra y finalmente fue adquirida por Remstar (que cambió el nombre de la red a "V"). Mientras tanto, Glassbox Television adquirió Travel + Escape a fines de 2010. En dos casos, las operaciones se cerraron, específicamente la filial de CBC CKX-TV en Brandon, Manitoba (que salió del aire en octubre de 2009 después de que fracasara un acuerdo para vender esa estación a Bluepoint Investment Corporation) y la estación A en Wingham, CKNX-TV (que salió del aire un mes antes de CKX y ahora es una retransmisora de  la estación A de Londres, CFPL-TV).
CTVglobemedia adquirió la estación de Toronto CFXJ-FM de Milestone Radio en 2010.
El 10 de septiembre de 2010, BCE anunció planes para volver a adquirir el 100% del brazo de transmisión de la empresa, incluida CTV Inc. En virtud del acuerdo, Woodbridge, Torstar y Teachers 'harían juntos  recibir $ 1.3 mil millones en efectivo o capital en BCE, mientras que BCE también asumiría $ 1.7 mil millones en deuda (el interés de capital existente de BCE era de $ 200 millones, para un valor total de transacción de $ 3.2 mil millones). Woodbridge también recuperaría el control mayoritario de The Globe and Mail Inc., con BCE reteniendo una participación del 15%. Se esperaba que el acuerdo general se cerrara en abril de 2011. However, the sale of The Globe, which did not require CRTC approval, was completed in late December 2010. El acuerdo fue aprobado por la CRTC el 7 de marzo de 2011, y cerrado oficialmente el 1 de abril de 2011.

## Logotipos corporativos

CTVglobemedia (2006–2011)
Bell Media (2011–present)
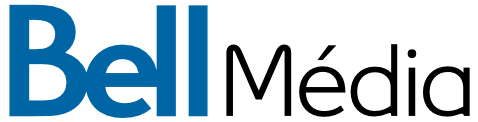
logo utilizado en Francia